# Ulamtal
Ulamtalen un är tal i en heltalsföljd uppkallad efter matematikern Stanisław Ulam. Ulamtalen har egenskapen att de på ett unikt sätt kan skrivas som summan av två distinkta Ulamtal.

## Definition
Först sätts u1 = 1, u2 = 2. Sedan är varje heltal m > 2 ett Ulamtal om och endast om det på ett unikt sätt kan skrivas som summan av två distinkta Ulamtal.
Således är u3 = 3 och u4 = 4, men 5 är inte ett Ulamtal eftersom det kan skrivas antingen som 1+4 eller som 2+3.
De första talen i följden är {1, 2, 3, 4, 6, 8, 11, 13, 16, 18, 26, 28, 36, 38, 47, 48, 53, 57, 62, 69, 72, 77, 82, 87, 97, 99, 102, 106, 114, 126, 131, 138, 145, 148, 155, 175, 177, 180, 182, 189, 197, 206, 209, 219, 221, 236, 238, 241, 243, 253, 258, 260, 273, 282, ...} (talföljd A002858 i OEIS).